# Терсянка (Новониколаевский район)
Терся́нка (укр. Терсянка) — село,
Терсянский сельский совет,
Новониколаевский район,
Запорожская область,
Украина.
Код КОАТУУ — 2323686601. Население по переписи 2001 года составляло 444 человека.
Является административным центром Терсянского сельского совета, в который, кроме того, входят сёла
Викторовка,
Воскресенка,
Заливное,
Зелёная Диброва,
Криновка,
Марьяновка,
Неженка,
Нововикторовка,
Розовка,
Терновка и ликвидированное село
Литовка.

## Географическое положение
Село Терсянка находится на правом берегу реки Верхняя Терса,
выше по течению на расстоянии в 3 км расположено село Заливное,
ниже по течению на расстоянии в 1,5 км расположено село Терновка,
на противоположном берегу — село Криновка.
По селу протекает пересыхающий ручей с запрудой.
Через село проходит автомобильная дорога Т-0408.

## История
- 1780 год — дата основания крепостными крестьянами с Полтавщины. По другим сведениям село, под названием Фриденфельд, основано в 1859 г. немцами переселенцами из колонии Альт-Нассау[2].

## Экономика
- «Терса», ООО.

## Объекты социальной сферы
- Сельский совет
- Школа.
- Детский сад.
- Дом культуры.
- Почта
- Участковая больница.